# Dariusz Pachocki
Dariusz Pachocki (ur. w 1976 w Jarosławcu) – polski historyk literatury, edytor.

## Życiorys
Absolwent Katolickiego Uniwersytetu Lubelskiego (2001). Doktorat w 2006 roku tamże (Stachura totalny. Pisarz wobec problemu "literackiej całości", promotor: Józef Fert). Habilitacja na KUL w 2016 (Podstawowe problemy filologiczne w badaniach nad rękopisami Bolesława Leśmiana i Józefa Czechowicza). Edytor dzieł Edwarda Stachury, Józefa Czechowicza, Bolesława Leśmiana, Stanisława Czycza, Władysława Broniewskiego. Autor prac naukowych z zakresu krytyki tekstu, krytyki literackiej i literaturoznawstwa. 

## Nagrody
- Za działalność edytorską dwukrotnie wyróżniony był "Feniksem" przez Stowarzyszenie Wydawców Katolickich oraz Medalem Prezydenta Miasta Lublin.

## Stypendia
Był stypendystą: 
- Fundacji na rzecz Nauki Polskiej
- Ministra Kultury i Dziedzictwa Narodowego
- Fundacji Kościuszkowskiej

Stypendia zagraniczne:
Instytut Hoovera (Uniwersytet Stanforda),
Harry Ransom Center (Uniwersytet Teksański)

## Wybrane publikacje
- (redakcja) Edward Stachura, Listy do pisarzy, oprac. Dariusz Pachocki, Warszawa: Wydawnictwo Iskry 2006.
- (redakcja) Stanisław Czycz, Arw, ze wstępem Andrzeja Wajdy, oprac. Dorota Niedziałkowska, Dariusz Pachocki, Kraków: Korporacja Ha!art 2007.
- (redakcja) Edward Stachura, Listy do Danuty Pawłowskiej; Danuta Pawłowska-Skibińska, Listy równoległe, wstępem opatrzył i oprac. Dariusz Pachocki, Warszawa: Państwowy Instytut Wydawniczy 2007.
- (redakcja) Edward Stachura, Moje wielkie świętowanie: opowiadania rozproszone, zebrał Janusz Kukliński, oprac., posł. i przypisami opatrzył Dariusz Pachocki, Warszawa: Spółdzielnia Wydawnicza "Czytelnik" 2007.
- Stachura totalny, Lublin: Wydawnictwo KUL 2007.
- (redakcja) Józef Czechowicz, Dni chłopca, oprac. Dariusz Pachocki, Lublin: Wydawnictwo KUL 2009.
- (redakcja) Mirosław Derecki, Lubelskie lata Edwarda Stachury, wstęp Waldemar Michalski, posł. i oprac. Dariusz Pachocki,Lublin: Ośrodek "Brama Grodzka - Teatr NN" 2009.
- (redakcja) Edward Stachura, Dzienniki: zeszyty podróżne, t. 1-2, wybór, przygot. z rpsu do dr., przypisy i posł. Dariusz Pachocki, Warszawa: Wydawnictwo Iskry 2010-2011.
- (redakcja) Józef Czechowicz, Przekłady, oprac. Wojciech Kruszewski, Dariusz Pachocki, Lublin: Wydawnictwo Uniwersytetu Marii Curie-Skłodowskiej 2011.
- (redakcja) Bolesław Leśmian, Satyr i Nimfa; Bajka o złotym grzebyku, oprac. i posł. Dariusz Pachocki, Artur Truszkowski, Lublin: Wydawnictwo KUL 2011.
- (redakcja) Broniewski w potrzasku uczuć: listy Władysława Broniewskiego i Ireny Helman, wstęp, oprac. i przypisy Dariusz Pachocki, Warszawa: Wydawnictwo MG 2013.
- (redakcja) Bolesław Leśmian, Zdziczenie obyczajów pośmiertnych, odczytanie z rkpsu, oprac. i posł. Dariusz Pachocki, Lublin: Wydawnictwo KUL 2014.
- (redakcja) Poezja i egzystencja: księga jubileuszowa ku czci Profesora Józefa F. Ferta, red. Wojciech Kruszewski, Dariusz Pachocki, Lublin: Wydawnictwo KUL 2015.
- (redakcja) Bolesław Leśmian, Skrzypek opętany: baśń mimiczna w trzech przywidzeniach, odczytanie z rękopisu, opracowanie i posłowie Dariusz Pachocki, Lublin: Wydawnictwo KUL 2016.
- (redakcja) Sławomir Mrożek, Leopold Tyrmand, W emigracyjnym labiryncie: listy 1965-1982, wstęp i opracowanie Dariusz Pachocki, posłowie Tadeusz Nyczek, Kraków: Wydawnictwo Literackie 2017.
- (redakcja) Taśmy Stachury, oprac. i posł. D. Pachocki, Lublin: Stowarzyszenie Absolwentów... "Kopernik", 2018.
- (redakcja) Walizka Leśmiana. Losy ocalonych rękopisów, opracowanie, przypisy, posłowie Dariusz Pachocki, współpraca Paulina Tomczyk, Lublin: Wydawnictwo KUL 2019.
- (redakcja) Alfabet Tyrmanda, oprac. D. Pachocki, Warszawa: Wydawnictwo MG 2020.
- (redakcja) Zielone notatniki, oprac. D. Pachocki, Warszawa: Wydawnictwo MG 2020.
- (redakcja) Rafał Wojaczek, Źrenica. Wiersze dla Teresy, oprac. D. Pachocki, Lublin: Wydawnictwo KUL 2020.
- Laboratorium filologa. Rękopisy Bolesława Leśmiana - studia przypadków, Warszawa: Wydawnictwo IBL 2020.
- (redakcja) Leopold Tyrmand, Filip (bez cenzury), wstęp i oprac. D. Pachocki, Warszawa: Wydawnictwo MG 2022.